# 蝙蝠と蛞蝓
『蝙蝠と蛞蝓』（こうもりとなめくじ）は、横溝正史の短編推理小説。「金田一耕助シリーズ」の一つ。探偵小説誌『ロック (The Lock)』（筑波書林）1947年（昭和22年）9月号に掲載された。
金田一耕助が登場する作品の一つで、角川文庫版で28ページの短編である。舞台は戦後間もない日本の平凡なアパートで、蝙蝠とは主人公が金田一耕助につけたあだ名、蛞蝓は主人公が被害者につけていたあだ名である。

## あらすじ
順平は隣に引っ越してきた金田一耕助が蝙蝠にそっくりで気に入らない。裏に住む蛞蝓にそっくりのお繁も気になる。ある日ふと思いついて、お繁を殺してその罪を金田一にかぶせてしまうという小説の下書きを書く。しかし、翌日には自分の書いたものがつまらなく思え、そのうちそんなものを書いたことも忘れてしまっていた。ところが半月ほど経って、お繁が本当に殺害され、順平が殺人の嫌疑をかけられる。なぜか寝間着の右袖に血がついており、凶器は順平の部屋から持ち出された短刀、現場で犯人が血の付いた手を洗った金魚鉢に順平の指紋が残っていた。小説の下書きも殺人計画書とみなされてしまう。
連日警察の取り調べを受けていた順平だが、4、5日経つと担当刑事の態度が軟化してきた。ヤミ市か何かで金魚鉢に触れたことは無いかというのだ。どうやら金魚鉢に順平の指紋がついた経緯を調べているらしい。その翌日、取調室に金田一が現れる。金田一は事件の前日に順平が電気の修繕を頼まれてお加代の部屋に入り、真っ暗な中で電気の笠をお加代に持たされた様子を隣で聞いていた。金田一は、その笠が金魚鉢のような形ではなかったかと確認した。お加代はそうやって順平の指紋が現場に残るよう細工したのである。
金田一がそのことに気付いたのは、順平が小説の下書きにお繁が金魚鉢の位置を神経質に調整していることを書いていたからである。金魚鉢はお繁の定位置にはなく、水の量も少なかった。そこで金田一は金魚鉢が2個あって犯人が水を移し替えた可能性に思い当たったのである。
金田一はそもそも、毒を盛られていることに気付いた剣突の依頼でアパートに来ており、お加代が毒を盛った証拠をつかんだところであった。お繁は咽喉を縊られたうえ心臓をえぐられて死んでいたので犯人は2人であり、共犯の居ない順平は犯人ではありえない。お繁の持っている金に目をつけたお加代は、紅吉を巻き込み、順平の小説をヒントにして濡れ衣を着せる相手を順平に変えたのだった。

## 主な登場人物
金田一耕助（きんだいち こうすけ）
私立探偵。湯浅の隣の部屋へ最近引っ越してきた。
湯浅順平（ゆあさ じゅんぺい）
アパートの住人。戦争前から住んでいる学生。作中の「俺」。
お加代（おかよ）
アパート経営者・剣突剣十郎の姪。湯浅が目をつけているが、山名がさっさと良い仲になってしまったらしい。
山名紅吉（やまな こうきち）
アパートの住人。湯浅の真上の部屋に住んでいる。前の下宿を追い出され、湯浅の口利きで入居した。実家は財産税と農地改革で痛めつけられた没落地主で、学費の工面に悩んでいる学生。
お繁（おしげ）
アパートの裏に住む女。湯浅曰く「蛞蝓女史」。アパートの住人から見えるような場所で遺書のようなものを書いていたかと思うと、手持ちの着物をまとまった金に変えて贅沢な暮らしをしばらく続けたりしている。近頃は金魚と金魚鉢を買ってきて、水替えのたびに物尺で水の深さを測ったりしている。
剣突剣十郎（けんつき けんじゅうろう）
アパートの経営者。お加代の伯父。近ごろ鬼のカクランでしょっちゅう床についている。

## 収録書籍
- 東京文芸社『金田一耕助探偵小説選第2期第3 湖泥』（1955年）
- 東京文芸社『金田一耕助推理全集10 女怪』（1959年）
- 講談社『新版横溝正史全集6』（1975年）
- 春陽文庫『毒の矢』（ISBN 978-4-394-39519-5）pp.190 - 217
- 角川文庫 緑304-33 『死神の矢』（ISBN 978-4-04-130433-4）pp.230 - 257
- 角川文庫 よ5-6 『人面瘡』（金田一耕助ファイル6 ISBN 978-4-04-130497-6）pp.237 - 264
- 角川文庫 『死神の矢』（ISBN 978-4-04-112354-6）

## 漫画
JETの作画で『ミステリーDX』（角川書店）1999年8月号に掲載された。JETが漫画化した他の金田一シリーズと共に以下のコミックスに収録されている。
- 『金田一耕助・悪魔の手毬唄』（朝日ソノラマ、2000年11月、ISBN 978-4257720812）
- 『金田一耕助-獄門島・悪魔が来りて笛を吹く』（角川書店、2005年6月、ISBN 978-4048538626）

## テレビドラマ
『シリーズ横溝正史短編集III「池松壮亮×金田一耕助3」『蝙蝠と蛞蝓』は、2022年2月26日にNHK BSプレミアムにて短編ドラマとして放送された。
科白やナレーションを原作から抽出した文言とし、ストーリー展開もおおむね原作の通りであるが、以下のような差異がある。
- 金田一が剣突剣十郎の依頼でアパートに来たことは、お加代による毒殺未遂の疑惑ともども省略されている。
- 小説の下書きだけでなく原作の文章全体が湯浅の作品として作品世界内に実在している。その冒頭部分を取調室内で人事不省の湯浅の前で金田一が読み上げるシーンから始まり、構想の箇条書き部分も金田一による読み上げ、他のト書き部分は湯浅の声によるナレーションである。
- 原作の叙述順序に従って映像化することを優先し、被写体の位置関係を矛盾させた状態にしている（縁側にいるお繁の隣に金田一が頻繁に立っている、取調室の隣にお加代やお繁の居室の一部がある、など）。
- 湯浅が小説の下書きを書きながら陶酔する場面では、その小説で成功してテレビに出演しインタビューを受けているという湯浅の想像を交え、また、湯浅がお繁の様子を観察するときには常にお加代が寄り添っている。
- 湯浅を逮捕した刑事が制服警官になっている。逮捕時に示した証拠品から短刀を省略し、寝間着は刑事が手に持っていた。

キャスト
- 金田一耕助 - 池松壮亮
- お加代 - 冨永愛
- 湯浅順平 - 栗原類
- 山名紅吉 - 中島歩
- お繁 - 長井短
- 片岡哲也
- 加納和可子
- 佐藤佐吉